# TT Assen 1975
De TT van Assen 1975 was de zevende race van het wereldkampioenschap wegrace-seizoen 1975. De race werd verreden op 28 juni 1975 op het TT-Circuit Assen nabij Assen, Nederland. De race kostte het leven aan de Duitse coureur Rolf Thiele.

## Algemeen
De TT van Assen bestond in 1975 50 jaar. Vanwege de onderbreking tijdens de Tweede Wereldoorlog was het echter de 45e Dutch TT. Door het overlijden van Rolf Thiele werden de feestelijkheden op een laag pitje gezet.

## 500 cc
Phil Read (MV Agusta) had in Assen al in de trainingen zijn dag niet. Hij kwalificeerde zich als vijfde achter Barry Sheene (Suzuki), Giacomo Agostini (Yamaha), Teuvo Länsivuori (Yamaha) en zelfs Gianfranco Bonera (MV Agusta), die voor het eerst fit genoeg was na zijn beenbreuk in Modena in het voorjaar. Net als in de 350cc-klasse was er een bliksemstart voor Wil Hartog (Yamaha), die vanaf de derde startrij als eerste weg was, terwijl Länsivuori zijn Suzuki bijna als laatste aan de praat kreeg. Phil Read nam ondanks de wegliggingsproblemen die hij met de MV Agusta 500 4C ondervond al snel de leiding over, gevolgd door Sheene en Agostini. Na vier ronden passeerden Agostini en Sheene Phil Read en ze begonnen ook meteen van hem weg te lopen. Sheene scheen Agostini makkelijk te kunnen volgen: hij reed steeds rechtop zittend achter hem, maar als Sheene Ago passeerde kon die ook weer makkelijk in de slipstream blijven. Ze wisselden dus wel een aantal malen van positie, maar geen van tweeën konden ze echt het verschil maken. De race werd dan ook pas op de streep beslist: Barry Sheene haalde de eerste overwinning voor zijn Suzuki RG 500, Agostini werd tweede en Phil Read werd derde. De tijdwaarnemingsapparatuur kon het verschil toen nog niet meten, de finishfoto bepaalde dat Barry Sheene een banddikte voorsprong had.

### Uitslag 500 cc
| Pos | Coureur            | Merk          | Tijd      | Punten |
| --- | ------------------ | ------------- | --------- | ------ |
| 1   | Barry Sheene       | Suzuki        | 48' 01" 0 | 15     |
| 2   | Giacomo Agostini   | Yamaha        | +0" 0     | 12     |
| 3   | Phil Read          | MV Agusta     | +48" 7    | 10     |
| 4   | John Newbold       | Yamaha        |           | 8      |
| 5   | Teuvo Länsivuori   | Yamaha        |           | 6      |
| 6   | Gianfranco Bonera  | MV Agusta     |           | 5      |
| 7   | John Williams      | Yamaha        |           | 4      |
| 8   | Hans Stadelmann    | Yamaha        |           | 3      |
| 9   | Karl Auer          | Yamaha        |           | 2      |
| 10  | Piet van der Wal   | Yamaha        |           | 1      |
| 11  | Helmut Kassner     | Yamaha        |           |        |
| 12  | Cliff Carr         | Yamaha        |           |        |
| 13  | Rob Bron           | Suzuki        |           |        |
| 14  | Tony Rutter        | Yamaha        |           |        |
| 15  | Dick Alblas        | König         |           |        |
| 16  | Steve Ellis        | Yamaha        |           |        |
| 17  | Hans-Otto Butenuth | Yamaha        |           |        |
| 18  | Charlie Williams   | Maxton-Yamaha |           |        |
| DNF | Alex George        | Yamaha        |           |        |
| DNF | Barry Ditchburn    | Kawasaki      |           |        |
| DNF | Patrick Pons       | Yamaha        | val       |        |
| DNF | Jack Findlay       | Yamaha        | val       |        |
| DNF | Mick Grant         | Kawasaki      |           |        |
| DNF | Yvon Duhamel       | Kawasaki      |           |        |
| DNF | Christian Léon     | König         |           |        |
| DNF | Horst Lahfeld      | König         |           |        |
| DNF | Wil Hartog         | Yamaha        |           |        |
| DNF | Jan van Disseldorp | Yamaha        |           |        |
| DNF | Bernard Fau        | Yamaha        |           |        |
| DNF | Alan North         | Yamaha        |           |        |
| DNS | Edu Celso-Santos   | Yamaha        | blessure  |        |

## 350 cc

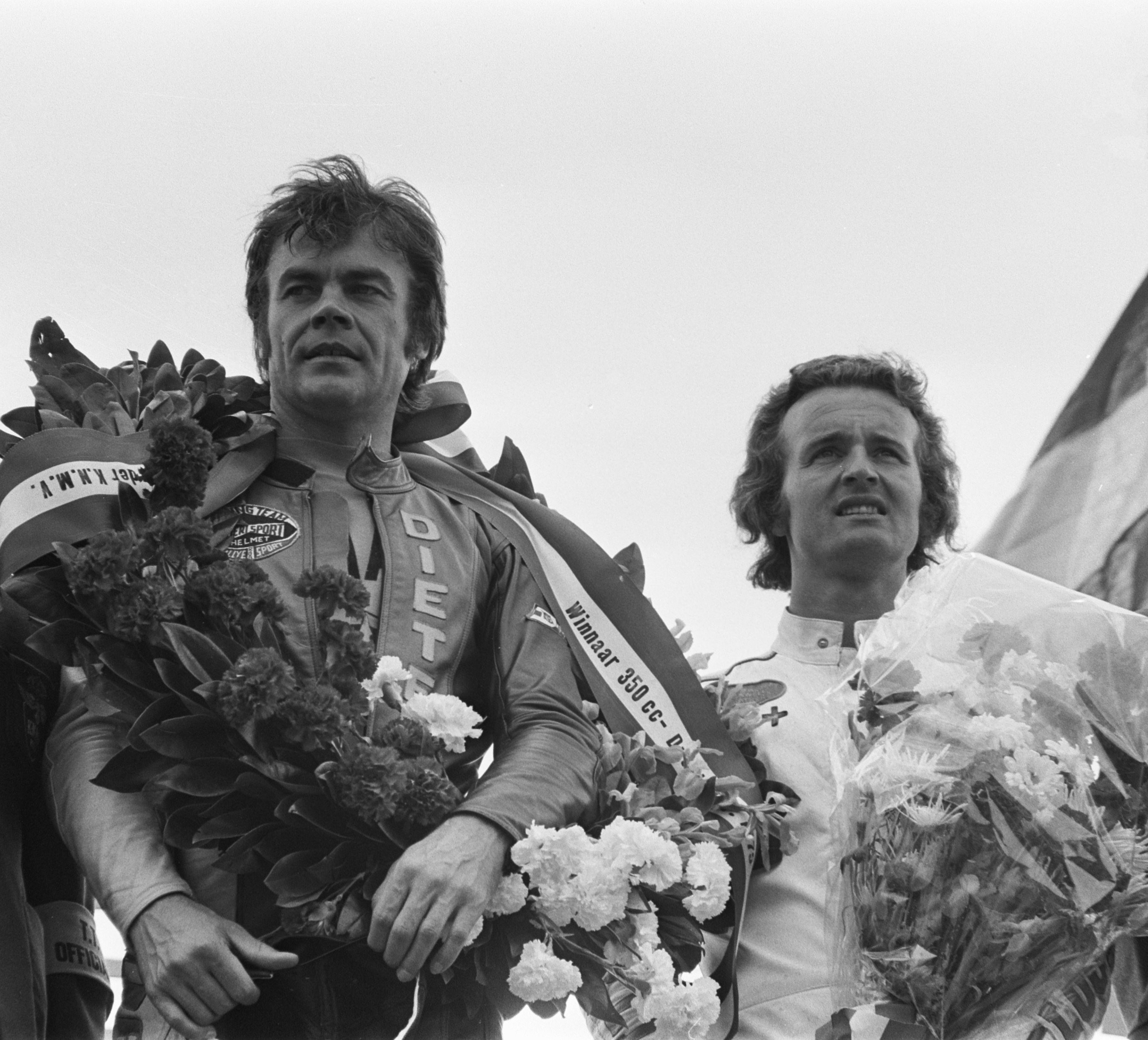
Het podium na de 350cc-race in Assen: winnaar Dieter Braun en beste Nederlander Wil Hartog

Al tijdens de trainingen in de 350cc-klasse deden de privérijders het erg goed. Giacomo Agostini (Yamaha) was weliswaar de snelste, maar op de eerste startrij stonden ook Alex George (Yamaha), Dieter Braun (Yamaha), en Pentti Korhonen (Yamaha). Johnny Cecotto (Yamaha) stond op de tweede startrij en had bovendien ook een slechte start. Wil Hartog (Yamaha) had na problemen in de training slechts de 16e tijd, maar samen met George en Korhonen (Yamaha) was hij bij de start als snelste weg en hij kwam na de eerste ronde als eerste door. Agostini had ook een slechte start en was toen slechts zevende. Hartog viel iets terug en kwam in een gevecht met Agostini terecht, terwijl de strijd om de leiding ging tussen George, Korhonen en Braun. Uiteindelijk won Dieter Braun, Korhonen werd tweede en George werd derde. De fabrieksrijders Agostini en Cecotto werden vierde en vijfde.

### Uitslag 350 cc
| Pos | Coureur                | Merk            | Tijd            | Punten |
| --- | ---------------------- | --------------- | --------------- | ------ |
| 1   | Dieter Braun           | Yamaha          | 49' 12" 9       | 15     |
| 2   | Pentti Korhonen        | Yamaha          | +1" 2           | 12     |
| 3   | Alex George            | Yamaha          | +2" 5           | 10     |
| 4   | Giacomo Agostini       | Yamaha          |                 | 8      |
| 5   | Johnny Cecotto         | Yamaha          |                 | 6      |
| 6   | Wil Hartog             | Yamaha          |                 | 5      |
| 7   | Hans Stadelmann        | Yamaha          |                 | 4      |
| 8   | Tony Rutter            | Yamaha          |                 | 3      |
| 9   | Chas Mortimer          | Yamaha          |                 | 2      |
| 10  | Jon Ekerold            | Yamaha          |                 | 1      |
| 11  | John Williams          | Yamaha          |                 |        |
| 12  | Olivier Chevallier     | Yamaha          |                 |        |
| 13  | Philippe Bouzanne      | Yamaha          |                 |        |
| 14  | Piet van der Wal       | Yamaha          |                 |        |
| 15  | Helmut Kassner         | Yamaha          |                 |        |
| 16  | Jack Findlay           | Yamaha          |                 |        |
| 17  | Jean-François Baldé    | Yamaha          |                 |        |
| DNF | Nico van der Zanden    | Yamaha          |                 |        |
| DNF | Boet van Dulmen        | MZ              |                 |        |
| DNF | Karl Auer              | Yamaha          |                 |        |
| DNF | Rob Bron               | Yamaha          |                 |        |
| DNF | John Dodds             | Yamaha          |                 |        |
| DNF | Patrick Pons           | Yamaha          |                 |        |
| DNF | Christian Bourgeois    | Yamaha          |                 |        |
| DNF | Jean-Louis Guignabodet | Yamaha          | val             |        |
| DNF | Gérard Choukroun       | Yamaha          |                 |        |
| DNF | Michel Rougerie        | Harley-Davidson | Harley-Davidson |        |
| DNF | Walter Villa           | Harley-Davidson | Harley-Davidson |        |
| DNF | Víctor Palomo          | Yamaha          |                 |        |
| DNS | Adu Celso Santos       | Yamaha          | blessure        |        |

## 250 cc
Johnny Cecotto (Yamaha) startte in de 250cc-race als snelste en Harley-coureurs Walter Villa en Michel Rougerie konden hem niet volgen. De betrouwbaarheid van de Yamaha's begon echter een probleem te worden en Cecotto stopte dan ook toen zijn motor dreigde vast te lopen. Villa kwam nu weliswaar aan de leiding, maar bij Harley-Davidson bestonden kennelijk geen teamorders, want Rougerie wist hem zelfs te passeren. Rougerie viel echter waardoor Villa de race won. Michel Rougerie lag zo ver voor Dieter Braun (Yamaha), dat hij ondanks zijn val toch nog tweede werd, vóór Braun. In de derde ronde van deze race viel Rolf Thiele bij "de Bult". Hij overleed later die middag aan zijn verwondingen.

### Uitslag 250 cc
| Pos | Coureur                | Merk            | Tijd        | Punten      |
| --- | ---------------------- | --------------- | ----------- | ----------- |
| 1   | Walter Villa           | Harley-Davidson | 46' 53" 9   | 15          |
| 2   | Michel Rougerie        | Harley-Davidson | +46" 8      | 12          |
| 3   | Dieter Braun           | Yamaha          | +53" 5      | 10          |
| 4   | Bruno Kneubühler       | Yamaha          |             | 8           |
| 5   | Yvon Duhamel           | Kawasaki        |             | 6           |
| 6   | Pentti Korhonen        | Yamaha          |             | 5           |
| 7   | Patrick Pons           | Yamaha          |             | 4           |
| 8   | Nico van der Zanden    | Yamaha          |             | 3           |
| 9   | Jean-Louis Guignabodet | Yamaha          |             | 2           |
| 10  | Leif Gustafsson        | Yamaha          |             | 1           |
| 11  | Alan North             | Yamaha          |             |             |
| 12  | Jean-François Baldé    | Yamaha          |             |             |
| 13  | Adrie van den Broeke   | Yamaha          |             |             |
| 14  | Rolf Minhoff           | Yamaha          |             |             |
| 15  | Tom Herron             | Yamaha          |             |             |
| 16  | Philippe Bouzanne      | Yamaha          |             |             |
| 17  | Horst Lahfeld          | Yamaha          |             |             |
| DNF | Johnny Cecotto         | Yamaha          | motor       |             |
| DNF | Paolo Pileri           | Yamaha          |             |             |
| DNF | Tapio Virtanen         | MZ              |             |             |
| DNF | Rolf Thiele            | Yamaha          | val         | (†)         |
| DNF | Leo Bovee              | Yamaha          | val         |             |
| DNF | Mick Grant             | Kawasaki        |             |             |
| DNF | Otello Buscherini      | Yamaha          |             |             |
| DNF | Gérard Choukroun       | Yamaha          |             |             |
| DNF | Víctor Palomo          | Yamaha          |             |             |
| DNF | Chas Mortimer          | Yamaha          |             |             |
| DNF | John Dodds             | Yamaha          |             |             |
| DNF | Olivier Chevallier     | Yamaha          |             |             |
| DNF | Harald Bartol          | Yamaha          |             |             |
| DNS | Boet van Dulmen        | MZ              | Griepaanval | Griepaanval |

## 125 cc
Jan Huberts kreeg in Assen een Morbidelli, maar dat was nog een oud exemplaar uit 1974, uit de tijd dat Jorg Möller de machines nog niet had kunnen verbeteren. Huberts kon er weinig mee beginnen: tijdens de trainingen trilde de machine zo erg dat Huberts blaren onder zijn voetzolen kreeg en in de wedstrijd begon de motor over te slaan en moest Huberts opgeven. De nieuwe Morbidelli's van Pier Paolo Bianchi en Paolo Pileri waren veel sneller dan de rest van het veld. In het begin van de race regende het nog lichtjes, waardoor Pileri iets wegliep van zijn teamgenoot. Toen het droog werd sloot Bianchi aan maar bleef Pileri volgens afspraak op enkele meters afstand volgen tot aan de finish. Jos Schurgers, die al enkele jaren eerder gestopt was maar elk jaar alleen in Assen met zijn oude Bridgestone aan de start kwam, was even derde, maar zakte terug. Bruno Kneubühler (Yamaha) werd uiteindelijk derde.

### Uitslag 125 cc
| Pos | Coureur            | Merk               | Tijd      | Punten |
| --- | ------------------ | ------------------ | --------- | ------ |
| 1   | Paolo Pileri       | Morbidelli         | 45' 42" 9 | 15     |
| 2   | Pier Paolo Bianchi | Morbidelli         | +0" 3     | 12     |
| 3   | Bruno Kneubühler   | Yamaha             | +1' 11" 0 | 10     |
| 4   | Leif Gustafsson    | Yamaha             |           | 8      |
| 5   | Jos Schurgers      | Bridgestone        |           | 6      |
| 6   | Otello Buscherini  | Malanca            |           | 5      |
| 7   | Johann Zemsauer    | Rotax              |           | 4      |
| 8   | Harald Bartol      | Suzuki             |           | 3      |
| 9   | Roel Cornelis      | Yamaha             |           | 2      |
| 10  | Peter van Niel     | Yamaha             |           | 1      |
| 11  | Peter Frohnmeyer   | Maico              |           |        |
| 12  | Pentti Salonen     | Yamaha             |           |        |
| 13  | Aart Valster       | Yamaha             |           |        |
| 14  | Hans Müller        | Yamaha             |           |        |
| 15  | Hans-Jürgen Hummel | Yamaha             |           |        |
| DNF | Kent Andersson     | Yamaha             |           |        |
| DNF | Henk van Kessel    | Bridgestone-Yamaha |           |        |
| DNF | Jan Huberts        | Morbidelli         | motor     |        |
| DNF | Jan Hardonk        | Maico              |           |        |
| DNF | Cees van Dongen    | Yamaha             |           |        |
| DNF | Eugenio Lazzarini  | Piovaticci         |           |        |
| DNF | Rolf Thiele        | Maico              |           |        |
| DNF | Maurice Maingret   | Yamaha             |           |        |
| DNF | Thierry Tchernine  | Yamaha             |           |        |
| DNF | Gert Bender        | Bender             |           |        |
| DNF | Leo Bovee          | Yamaha             |           |        |

## 50 cc
In Assen waren de eerdere startproblemen van de Piovaticci van Eugenio Lazzarini opgelost. Hij was snel weg, maar dit keer had hij vergeten zijn benzinekraan open te draaien, waardoor hij weer ver terugviel. Julien van Zeebroeck (Van Veen-Kreidler) startte slecht en weet dat na de race aan "zenuwen". In de eerste ronde gingen Henk van Kessel (Kreidler) en Ángel Nieto (Van Veen-Kreidler) aan de leiding. Lazzarini was toen 21e. Van Kessel moest iets lossen door een slippende koppeling en werd tiende. Lazzarini brak het ronderecord en vocht zich door het veld naar voren. Na vijf ronden reden Hans-Jürgen Hummel (Kreidler) en Herbert Rittberger (Kreidler) aan de leiding en zijn namen een kleine voorsprong op Nieto. Toen Lazzarini uiteindelijk ook Gerrit Strikker (Kreidler) passeerde, vocht het drietal Nieto, Lazzarini en Strikker zich een weg naar voren om Hummel en Rittberger te achterhalen. Hummel viel uit door een afgebroken ophanging van zijn uitlaat. In de laatste ronde reed Lazzarini aan de leiding, maar in de eindfase wist Nieto hem nog in te halen. Ángel Nieto won, Herbert Rittberger werd tweede en Eugenio Lazzarini werd derde. Nieto hoefde nog slechts 1 wedstrijd te winnen om wereldkampioen te worden.

### Uitslag 50 cc
| Pos | Coureur              | Merk              | Tijd               | Punten             |
| --- | -------------------- | ----------------- | ------------------ | ------------------ |
| 1   | Ángel Nieto          | Van Veen-Kreidler | 32' 43" 0          | 15                 |
| 2   | Herbert Rittberger   | Kreidler          | +0" 2              | 12                 |
| 3   | Eugenio Lazzarini    | Piovaticci        | +0" 3              | 10                 |
| 4   | Gerrit Strikker      | Kreidler          |                    | 8                  |
| 5   | Julien van Zeebroeck | Van Veen-Kreidler |                    | 6                  |
| 6   | Rudolf Kunz          | Kreidler          |                    | 5                  |
| 7   | Juup Bosman          | Jamathi           |                    | 4                  |
| 8   | Theo van Geffen      | DRM               |                    | 3                  |
| 9   | Gerhard Thurow       | Kreidler          |                    | 2                  |
| 10  | Henk van Kessel      | Kreidler          |                    | 1                  |
| 11  | Theo Timmer          | Jamathi           |                    |                    |
| 12  | Roel Cornelis        | Kreidler          |                    |                    |
| 13  | Claudio Lusuardi     | Derbi             |                    |                    |
| 14  | Henk ten Wolde       | Kreidler          |                    |                    |
| 15  | Ingo Emmerich        | Kreidler          |                    |                    |
| 16  | Rolf Blatter         | Kreidler          |                    |                    |
| 17  | Walter Däuwel        | Kreidler          |                    |                    |
| 18  | Joop Zwetsloot       | Roton             |                    |                    |
| 19  | Wolfgang Golembeck   | Kreidler          |                    |                    |
| DNF | Stefan Dörflinger    | Kreidler          | val                |                    |
| DNF | Jan Huberts          | Kreidler          | val                |                    |
| DNF | Hans-Jürgen Hummel   | Kreidler          | uitlaatbevestiging | uitlaatbevestiging |
| DNF | Ton Kooyman          | Hemeyla           |                    |                    |
| DNF | Cees van Dongen      | Kreidler          |                    |                    |
| DNF | Nico Polane          | Kreidler          |                    |                    |

## Zijspanklasse
Rolf Biland verloor tijdens de training in Assen zijn bakkenist Freddy Freiburghaus, die in de Veenslang uit het zijspan viel. Hij startte de race met invaller Bernd Grube, maar vergat dit te melden en zodoende wist de organisatie niet of Biland wel een startbewijshouder in zijn zijspan had. In de race waren Werner Schwärzel/Andreas Huber niet te kloppen. In de eerste ronde namen ze al zes seconden voorsprong op George O'Dell/Alan Gosling (König). Er ontstond wel een flinke strijd om de tweede plaats, waarbij een aantal combinaties van de baan schoven. Uiteindelijk wist Malcolm Hobson zich wat van de rest af te scheiden en hij reed zelfs even een seconde per ronde sneller dan Schwärzel. Hobson/Russell gleden echter in de Ruskenhoek van de baan, waardoor Angelo Pantellini/Freddo Mazzoni met hun König op de tweede plaats kwamen. Pantellini werd uiteindelijk ingehaald door de sterk opkomende Biland, die zelfs nog met enige voorsprong tweede werd. Steinhausen viel uit, waardoor het wereldkampioenschap nog steeds spannend was.

### Uitslag zijspanklasse
| Pos | Coureur               | Bakkenist        | Merk              | Tijd      | Punten |
| --- | --------------------- | ---------------- | ----------------- | --------- | ------ |
| 1   | Werner Schwärzel      | Andreas Huber    | König             | 47' 40" 3 | 15     |
| 2   | Rolf Biland           | Bernd Grube      | Seymaz-Yamaha     | +18" 2    | 12     |
| 3   | Angelo Pantellini     | Freddo Mazzoni   | König             | +30" 0    | 10     |
| 4   | George O'Dell         | Alan Gosling     | Renwick-König     |           | 8      |
| 5   | Amedeo Zini           | Andrea Fornaro   | König             |           | 6      |
| 6   | Siegfried Maier       | Gerhard Lehmann  | SMS-Yamaha        |           | 5      |
| 7   | Cees Smit             | Jan Smit         | König             |           | 4      |
| 8   | Heinz Luthringshauser | Hermann Hahn     | Busch Spezial-BMW |           | 3      |
| 9   | Otto Haller           | Erich Haselbeck  | BMW               |           | 2      |
| 10  | Gustav Pape           | Franz Kallenberg | König             |           | 1      |
| DNF | Malcolm Hobson        | Gordon Russell   | Yamaha            | ongeluk   |        |
| DNF | Rolf Steinhausen      | Josef Huber      | Busch-König       |           |        |

1925 · 1926 · 1927 · 1928 · 1929 · 1930 · 1931 · 1932 · 1933 · 1934 · 1935 · 1936 · 1937 · 1938 · 1939 · 1940–1945 · 1946 · 1947 · 1948 · 1949 · 1950 · 1951 · 1952 · 1953 · 1954 · 1955 · 1956 · 1957 · 1958 · 1959 · 1960 · 1961 · 1962 · 1963 · 1964 · 1965 · 1966 · 1967 · 1968 · 1969 · 1970 · 1971 · 1972 · 1973 · 1974 · 1975 · 1976 · 1977 · 1978 · 1979 · 1980 · 1981 · 1982 · 1983 · 1984 · 1985 · 1986 · 1987 · 1988 · 1989 · 1990 · 1991 · 1992 · 1993 · 1994 · 1995 · 1996 · 1997 · 1998 · 1999 · 2000 · 2001 · 2002 · 2003 · 2004 · 2005 · 2006 · 2007 · 2008 · 2009 · 2010 · 2011 · 2012 · 2013 · 2014 · 2015 · 2016 · 2017 · 2018 · 2019 · 2021 · 2022 · 2023 · 2024 · 2025